# الصفعة (مسلسل)
الصفعة  مسلسل تلفزيوني مصري عرض في رمضان 2012م، مأخوذ عن قصة من ملفات المخابرات المصرية تتحدث عن عملية وقعت في تل أبيب بين عامي 1957 و1972.

## قصة المسلسل
تدور أحداث المسلسل حول حرب مخابراتية تبدأ مع نكسة 1967، بين ضابط مخابرات مصري ويجسد دوره هيثم أحمد زكي، وآخر إسرائيلي ويجسد دوره شريف منير، ولكنه مولود في مصر وهنا يعالج المسلسل فكرة الانتماء للأرض التي يولد فيها الإنسان ثم يتحول إلى عدو لها.. هذا من خلال رحلة بطولية حقيقية نرى أحد إنجازات المخابرات العامة المصرية وكيف استطاعت الاستفادة من أخطاء الآخرين ومواجهة هذا التيار.

## فريق العمل

### الممثلون
- شريف منير: باروخ زكي مزراحي
- هيثم أحمد زكي: أدهم (ضابط مخابرات مصري)
- عزت أبو عوف: د. ألكسندر جاسوس مصري
- هيدي كرم: لينا روكمان ضابطة بجيش الدفاع وحبيبة د. إلكسندر
- شيرين رضا: بورال سيمون الحبيبة الرابعة لباروخ
- فوزية: فريدة زوجة أدهم
- تتيانا: مارسيل الحبيبة الثانية لباروخ
- غادة إبراهيم: ليليان عمرون ضابطة بجيش الدفاع
- محمد أحمد ماهر: إسماعيل قادر ضابط مخابرات مصري
- أحمد كامل:ليفي ضابط بالموساد
- سناء شافع: الجنرال أدان ضابط بالموساد
- فاروق فلوكس: إيزاك - ضابط بالموساد
- ياسر علي ماهر: عبد المؤمن (ضابط بالمخابرات المصرية)
- رحمة حسن: بروف أخت باروخ
- هناء الشوربجي: والدة باروخ مزارحي
- حسناء سيف الدين: مارجريت زوجة باروخ
- رانيا الملاح: روجينا زوجة الجنرال أدان
- نجلاء بدر: فوربريه الحبيبة الأولي لباروخ
- عبد الرحمن أبو زهرة: رئيس للمخابرات المصرية
- علاء زينهم: أحمد - زبون المقهي
- عادل هاشم: رئيس للمخابرات المصرية
- عثمان محمد علي: الشيخ سالم الهرش
- محمد مرزبان: مصري بفرنسا
- هناء عبد الفتاح: الخواجة الإسرائيلي
- أيمن الشيوي: فرانك ضابط موساد
- رضا الجمال: رئيس للمخابرات المصرية
- علي عبد الرحيم: الأب سنجابي بأثيوبيا
- عمرو عباس: يوسف جنجى
- سيد ممدوح: نقيب في جيش الدفاع الاسرائيلى
- أحمد عبد العزيز: عمرو - ضابط مخابرات مصري
- حمادة بركات: موسي يهودي مصري
- حمدي السخاوي : يهودي مصري
- سامح أبو الغار: ضابط بالموساد
- مصطفي الشامي: وزير الداخلية اليمني
- هاني كمال: نزور ضابط مخابرات مصري
- حمدي شرف الدين: ضابط إسرائيلي
- نور الكاديكي: جوليا فتاة فرنسية تسلم باروخ للمخابرات المصرية
- بالإضافة إلي: ليلي نصر - عبد السلام الدهشان - عمرو ممدوح - أحمد جمال سعيد - سلمي غالي - أسامة أسعد - ريهام جمال - فاطمة ناصر - ياسمين أحمد إمام - عمرو رجب - أحمد إسماعيل - بهجت عدلي - جمال يوسف - محمد المهندس - مجدي شكري - باسم شكري - جرير منصور -يسرية السيد - عاطف حوشان - عصام الشويخ - هشام الشربيني - صلاح الحسيني - سمير ربي - شريف عواد - هدي الصيفي - محمود الروبي - كوثر رمزي - نور - شادي علام
- الأطفال: أدهم صدقي - يوسف حسام شوقي

### طاقم العمل
- تأليف : أحمد عبد الفتاح ... قصة وسيناريو وحوار - عادل شاهين ...القصة
- إخراج: مجدي أبو عميرة ... مخرج - عصام حلمى ... مخرج منفذ - مراد مصطفى ... كلاكيت
- مساعدي الإخراج: أحمد سلامة - أحمد فوزي - محمد علي
- مساعد مخرج أول: رشا حلمي - إيمن عبيس
- موسيقى: ياسر عبد الرحمن ... الموسيقى التصويرية - راجح داود
- إعداد موسيقي ومكساج: طارق علوش - موثرات صوتية: عمرو علوش
- إنتاج : تامر مرسي ... منتج - سينرجي للإنتاج الفني ... إنتاج
- المنتج الفني: هاني كشكوش
- مديري الإنتاج: فتحي إسماعيل - حمادة الطرابيشي - أحمد التوني - سيف رشيد - محمد سمير عبد العاطي
- إدارة الإنتاج: سيد إبراهيم - إبراهيم شعبان - أنور هاشم - أحمد متعب - عبد الرحمن نبيل - نور أحمد - أشرف منصور - شريف صابر - محمد عزقوله
- إشرف علي الإنتاج: إيهاب الأعسر
- مدير إدارة الإنتاج: عمر عبد العاطي
- الخدمة الإنتاجية بسلوفانيا: مروة عبد الحافظ ... منتج منفذ - دانيال جورجوب ... مدير الإنتاج
- مهندس الديكور: عادل المغربي - أحمد سليمان
- تصميم الملابس: ملك ذو الفقار
- منسق مناظر: عباس صابر - هاني جمال
- تصوير: زوران - فوكس بوتر - محمد المصري - كريم نادر - نادر جلال
- مدير التصوير: حسام أبو المجد
- علاقات عامة: صلاح رجب - هبة السادات
- إدارة التسويق: محمد سلامة - محمد ماهر - شريف رشدي
- إدارة مالية: شريف حسن - إبراهيم عبد الحي
- المدير المالي: عمرو عبد الرحمن
- المجتمع الإسرائيلي واللغة العبرية: د. منصور عبد الوهاب
- المراجعة التاريخية: د. خلف الميري
- المستشار القانوني: مختار عبد العظيم
- مهندس الصوت: ياسر شامة- سامح شامة
- مساعد مونتير: أسر علي يحيي
- تصميم التترات: أحمد البنداري
- المونتاج: غاجة عز الدين - شركة راتيد ... سمر - وجيه أحمد - أحمد شهم
- مدير م وقع: شرف التوني - شئون ممثلين: أيمن علي
- أعمال أخري:تصحيح قانوني ... تايم كود - كولوريست ... محمود التوني - داتا لاب ... عصام السقا - مدير المشروع ... بدر أمين
- مساعد إخراج تحت التدريب: إنجي شعلان - فاطمة الحفناوي - حسن العشري - محمد هاني كشكوش - طارق كبابكة
- شكر خاص: م.راوية بياض
- إشرف عام: حسام شوقي